# Asepeyo
Asepeyo és la Mútua d'Accidents de Treball i Malalties Professionals número 151 de la Seguretat Social a Espanya. Fou fundada per Jesús Serra i Santamans.